# Дятлов Євген Валерійович
Євген Дятлов (нар.. 2 березня 1963, Хабаровськ, Російська РФСР, СРСР) — російський актор театру, кіно і дубляжу, співак, музикант, телеведучий; заслужений артист Росії (2007).

## Біографія
Народився 2 березня 1963 року в Хабаровську, але після загибелі батька (який потонув в 1968 році під час відрядження при переправі через річку Нерчі) сім'я переїхала до Нікополя (Дніпропетровська область), де і пройшло дитинство та юність Євгенія. Любов Сергіївна працювала цілий день, викладала в школі біологію та хімію, виховувала Євгена та молодшого сина Володю. Женя навчався в музичній школі по класу скрипки. Після закінчення школи вступив на філологічний факультет Харківського університету, через рік був призваний до армії. Служив у частині, що входила до топографічної служби Радянської Армії (1981—1983).
З 1986 по 1990 рік навчався в Ленінградському державному інституті театру, музики і кінематографії ім. М. К. Черкасова (спеціальність «актор драми і кіно», курс Олександра Куніцина). Одночасно займався рок-музикою, брав участь у записі альбому групи Аукціон «Як я став зрадником» 1988 року. З 1990 по 1991 рік грав у Театрі Буф.
З 1992 по 1997 рік служив в Санкт-Петербурзькому державному молодіжному театрі на Фонтанці, з 1998 року служить в Санкт-Петербурзькому державному театрі сатири на Василівському острові. З 2000 року грає в найпопулярнішій виставі Молодіжного театру на Фонтанці «Дні Турбіних» роль Шервинского. Знімається в кінофільмах і телесеріалах.
Знімався в телевізійних передачах «Першого канала», каналу «Культура», каналу «Росія». На телеканалі «Культура» вів цикл передач «Століття кавалергардів», що складався з 10 фільмів. На каналі «Зірка» вів передачу «Слідчий лабіринт» (24 серії). Часто виступає в передачі «Романтика романсу» на каналі «Культура».
Брав участь в телевізійних шоу «Першого канала»: «Король рингу» (бився в фіналі з Едгардом Запашним), «Дві зірки-2» (разом з Діаною Арбеніною в фіналі отримав з рук Алли Пугачової «Золоту зірку»).
Володіючи гарним і сильним баритоном, виступає з сольними концертами в Москві, Петербурзі, Владивостоці, Красноярську, Іркутську, Омську, Тулі, Саратові, Пензі та інших містах. Записи його сольних виступів з Концертного залу П. І. Чайковського, Московського Міжнародного Будинку музики, Великого концертного залу «Жовтневий» (СПб) неодноразово транслювалися по телебаченню.
У 2015 році брав участь в третьому сезоні шоу перевтілень «Точно в-точь». Перевтілювався на Михайла Боярського, Адріано Челентано, Вахтанга Кікабідзе, Френка Сінатру, Георга Отса, Тома Джонса, Ніколя Реєса, Енгельберта Гампердінка, Сергія Чігракова, Сьюзан Бойл, Ієна Гіллана та Мусліма Магомаєва. За підсумками сезону став переможцем конкурсу, розділивши перше місце з Максимом Галкіним (обидва учасники набрали по 273 бали). У 2016 році брав участь в четвертому сезоні шоу «Точно в-точь», також відомому як «Суперсезон», де змагалися найкращі учасники попередніх сезонів. У цьому сезоні він постав в образах Боно, Олександра Сєрова, Олександра Калягіна, Іва Монтана, Басти, Володимира Висоцького, Скетмена Джона, Пітера Гебріела, Дмитра Хворостовського, Роббі Вільямса, Теннессі Ерні Форда і Миколи Караченцова.
Нове життя в оригінальних аранжуванні та виконанні отримали відомі в минулому і завдяки артисту стали знову популярними пісні та романси «Целую ночь соловей нам насвистывал» Веніаміна Баснера і Михайла Матусовського, «Эта женщина в окне» Ісаака Шварца і Булата Окуджави, «Я в весеннем лесу пил берёзовый сок» Євгена Аграновича. Нової творчою удачею Дятлова стала пісня Олексія Шелигіна «Вороные кони» на вірші Михайла Бартеньова, яка прозвучала у фільмі «Серафима прекрасна».
Фігурант сайту «Миротворець» за порушення державного кордону України і участь в антиукраїнських пропагандистських заходах росії (країни-агресора)

### Особисте життя
- Перша дружина (з 1989 по 1996) — Дар'я Лєснікова-Юргенс (нар.. 1968).
  - Син — Єгор (нар.. 1991).
- Друга дружина — Катерина Дятлова.
  - Син — Федір.
- Третя дружина (з 2007 року) — Юлія Джербінова (нар.. 1969).
  - Дочка — Василіса (нар.. 2007).

Проживає в Санкт-Петербурзі.

## Фільмографія
- 1996—1997 — Поживемо — побачимо —  Женя
- 1998 — Агент національної безпеки —  Шитіков  (серія «Скрипка Страдіварі»)
- 2000 — Бандитський Петербург. Барон —  Вихренко  (5-а серія)
- 2000 — Чорний ворон —  Олексій Захаржевський
- 2000 — Полювання на Попелюшку —  Дан
- 2001 — 1 Травня —  Микола
- 2001 — Вулиці розбитих ліхтарів. Менти-4 —  Олексій Прохоров  (серія «На вулиці Марата»)
- 2001–2003 — Вовочка —  фізрук
- 2003 — Спецназ (серія «Послушник») —  співробітник спецназу (7 серія, роль озвучена іншим актором)
- 2002 — Убивча сила-4 —  Морозов  (серії «Курс молодого бійця», «Останній причал»)
- 2002 — Морський вузол —  старпом Віктор Константинов
- 2002 — Копійка —  Петя
- 2002 — Пані Перемога (фільм 2 — «Шлях до досконалості») —  Гена Рибаков
- 2002 — Таємниці слідства-2 —  Асламов  (серія «Замовник»)
- 2003 — Лінії долі —  Едуард Воскресенський
- 2004 — Шахіст —  Михайло
- 2004 — Вулиці розбитих ліхтарів. Менти-6 —  капітан Микола Димов
- 2004 — Обережно, Задов! або Пригоди прапорщика — Режисер
- 2004 — Втратили сонце —  Станіслав Андронов
- 2005 — Вепр —  Віктор, водій автокрамниці
- 2005 — Єсенін —  Маяковський
- 2006 — Секретні доручення —  Валентин Петрович Агєєв, майор держбезпеки
- 2006 — Вулиці розбитих ліхтарів. Менти-7 —  капітан міліції Микола Димов
- 2007 — Вулиці розбитих ліхтарів. Менти-8 —  капітан Микола Димов
- 2007 — Брати —  Борис Іванович Абрамов, депутат
- 2007 — 18—14 —  Кошанський
- 2007 — Оперативна розробка —  Сергій Прохоренко
- 2008 — Відлуння з минулого —  Сергій Безкрилов
- 2008 — Хімія любові —  провідний
- 2008 — Заборона на кохання —  Ігор
- 2008 — Вулиці розбитих ліхтарів. Менти-9 —  Микола Димов
- 2009 — Слідчий лабіринт —  провідний
- 2009 — Акула (Україна) —  Ігор Мукасей
- 2009 — Горобини грона червоні —  Сергій
- 2009 — І один у полі воїн —  В'ячеслав Громов  (фільм не завершений).
- 2009 — Вулиці розбитих ліхтарів. Менти-10 —  Микола Димов
- 2010 — Золотий капкан —  Андрій Новиков
- 2010 — Точка кипіння —  батько Григорій
- 2011 — Лють —  підполковник міліції Сергій Петров
- 2011 — Вулиці розбитих ліхтарів. Менти-11 —  Микола Димов
- 2011 — Вулиці розбитих ліхтарів. Менти-12 —  Микола Димов
- 2011 — Салямі —  Березін
- 2012 — Біла гвардія —  Леонід Юрійович Шервінський
- 2012 — Життя і доля —  командарм Новиков
- 2012 — Чкалов —  Валерій Чкалов
- 2012 — Честь Самурая —  майор Микола Димов
- 2013 — Червоні гори —  Арсеній Олександрович Голіков
- 2013 — Крик сови —  Юрій Сиротін / герр Ріттер
- 2014 — Наставник —  Олег Кравцов, майор поліції
- 2014 — Батальон —  Цепляєв
- 2016 — Контрибуція —  Насонов
- 2017 — Останній богатир —  Добриня Микитич
- 2018 — Тобол —  князь Матвій Петрович Гагарін
- 2019 — Лев Яшин. Воротар моєї мрії —  Аркадій Чернишов
- 2019 — Подільські курсанти —  Іван Стрельбицький, полковник, начальник Подільського артилерійського училища
- 2020 — Шерлок в Росії —  Андрій Євграфович Кобилін
- 2020 — Золото —  Антон
- 2020 — Останній богатир 3 —  Добриня Микитич
- 2021 — Наслідувач —  Іван Олександрович Орєхов, полковник поліції

### Дубляж[4]
- 1940 — Піноккіо — Дж. Уортінгтон Фаулфеллоу (Чесний Джон, лисиць) (дубляж «Невафільм», 2003 рік)
- 1998 — Дещо про Мері — Джонатан
- 1998 — Мамин синочок — Джі Гренуй
- 1999 — Інспектор Гаджет — Інспектор Гаджет / Робогаджет
- 1999 — Наречена, що втекла — Лі
- 1999 — Влада страху — хлопець Амелії
- 1999 — Бійцівський клуб — оповідач
- 1999 — Жанна д'Арк — Жан II (герцог Алансона)
- 1999 — Воскрешая мерців — Грісс
- 2000 — Ватель — Людовик XIV
- 2000 — Я, знову я і Ірен — Діккі Турман
- 2000 — Патріот — капітан Вілкінс
- 2000 — Ангели Чарлі — Джейсон Гіббонс (роль Метт Леблан)
- 2000 — Шостий день — охоронець
- 2001 — Історія лицаря — граф Адемар
- 2001 — Перл-Гарбор — лейтенант Рейф Маккуолі
- 2001 — Що могло бути гірше? — дядько Джек
- 2001 — Крот — Сергій Кузьмічов
- 2001 — Спокуса — Біллі / Уолтер Доунс / Мефисто
- 2001 — Улюбленці Америки — Едді Томас
- 2001 — Корпорація монстрів — Рендалл Боггс
- 2001 — Любов зла — Ентоні Роббінс (камео)
- 2001 — Протистояння — Д'Антона
- 2001 — Чорний яструб — сержант Лоренцо Руїз
- 2002 — Милашка — Роджер Донахью
- 2002 — Особливо тяжкі злочини — Трой Ебботт
- 2002 — Крутий хлопець — Деміан
- 2002 — Невірна — Пол Мартел
- 2002 — Знаки — Лайонел Прічард
- 2002 — Три ікси — Ксандер Кейдж
- 2002 — Перевізник — Френк Мартін
- 2003 — Пірати Карибського моря: Прокляття «Чорної перлини» — командор Джеймс Норрінгтон
- 2003 — SWAT Спецназ міста Ангелів — Алекс Монтель
- 2003 — Одного разу в Мексиці — Армандо барель
- 2003 — Скарб Амазонки — Бек
- 2003 — Застряг в тобі — Гріффін Данн
- 2003 — Холодна гора — Інман
- 2004 — Побачення із зіркою — Тед Гемільтон
- 2004 — Каратель — Френк Кастл / Каратель
- 2004 — Гнів — Даніель Санчес
- 2004 — Модна мамуся — пастор Ден
- 2004 — Підводна братва — Риба-їжак Сайкс
- 2005 — Перевізник 2 — Френк Мартін
- 2013 — Університет монстрів — Рендалл Боггс[5]

### Озвучення
- 2001 — Крот (серіал) — Кузьмічов (Кузьма) — роль Павла Новікова
- 2002 — Крот 2 (серіал) — Кузьмічов (Кузьма) — роль Павла Новікова
- 2014 — Люди, які зробили землю круглою — закадровий голос, читає щоденники
- 2014 — Смішарики. Пін-код — виконання пісні в серії «Бублик»

## Нагороди і премії
- 2007 — Заслужений артист Росії — за заслуги в галузі мистецтва[1].